# أليكساي يودوبسكي
أليكساي يودوبسكي (بالروسية: Алексей Николаевич Поддубский)‏ (13 يونيو 1972 بخاباروفسك في روسيا - ) هو مدرب كرة قدم ولاعب كرة قدم روسي (وحمل سابقاً جنسية الاتحاد السوفيتي) في مركز الوسط. لعب مع نادي سيسكا موسكو وFC Okean Nakhodka ‏ ونادي سكا خاباروفسك.